# Bernard de Parades
Bernard de Parades, né le 8 août 1921 à Nantes et mort le 13 mars 2000 à Quimper est un folkloriste, animateur radio et metteur en scène français. Il a contribué à la collecte du patrimoine immatériel  (chants et danses) de la région de Nantes et est devenu un spécialiste reconnu de la musique bretonne. En collaboration étroite avec Pierre Jakez Hélias, il a participé à l'expansion du Festival de Cornouaille à Quimper à partir de 1959. Il a aussi été un producteur de disques de patrimoine.

## Collecteur du patrimoine folklorique duPays nantais

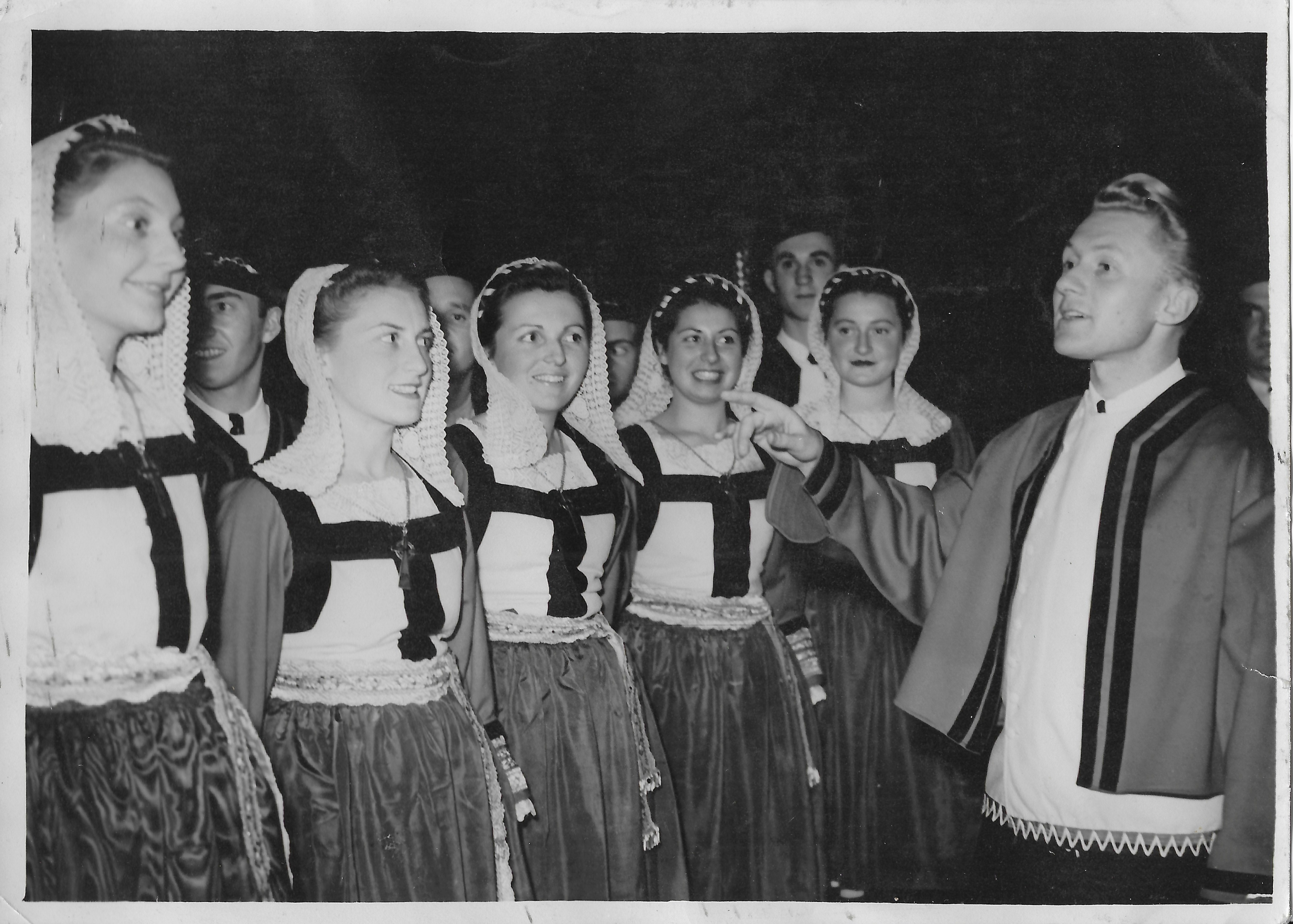
Bernard de Parades préparant son groupe de danse scénique avant la représentation.

Il passe son enfance dans le Pays de Redon (Ille-et-Vilaine).
Étudiant à l'Université de Nantes, il se lance avec quelques condisciples dans la mise au jour du patrimoine chanté et dansé du Pays de Nantes. Ils créent donc le cercle celtique « Tréteau et terroir » qui existe encore. Grâce à lui, le riche répertoire de la veuze qui est l'instrument type de la région est sauvé pour partie.

## Metteur en scène et organisateur de spectacles
Peu après la guerre, il est le directeur artistique des grands congrès du Bleun Brug, organisation catholique et culturelle bretonne.  En 1955, il travaille à la Préfecture de Quimper comme délégué au tourisme, puis est attaché à la Jeunesse et aux Sports, où il est conseiller Arts et Traditions, donc chargé spécialement de suivre les fêtes. En 1959, il est intégré dans le comité bénévole qui gère le Festival de Cornouaille.
Il se lie étroitement avec Pierre Jakez Hélias qui l'amène à participer aux émissions de Radio Rennes, comme animateur traitant particulièrement de l'histoire de la Bretagne et de ses traditions culturelles. Il y réalise de nombreux concerts et des pièces de théâtre.
Il est ensuite embauché par les ateliers Le Minor, à Pont-l'Abbé, célèbres pour leur production de vêtements bretons. À ce titre, il prend une part très importante à la création du Musée bigouden, dans le château médiéval de la ville. Là-aussi, il collabore étroitement avec Pierre Jakez Hélias, qui enregistre le commentaire de la visite guidée.
En 1981, il convainc l'équipe organisatrice du Festival de Cornouaille (alors dénommé Grandes Fêtes de Cornouaille) de la nécessité de prévoir un budget plus important, afin de capter les subventions publiques et, arrivé à la retraite, prend en charge la fonction de directeur bénévole.
Il est le metteur en scène et l'auteur des grands spectacles sur scène du festival, mais devient le spécialiste pour une partie de la Bretagne des grands spectacles "son et lumière", mêlant projections d'images monumentales, musique et interventions artistiques. Les cadres urbains anciens de Locronan et de Guerlesquin, comme celui de Quimper, sont les lieux privilégiés de ses réalisations.
Pour raisons de santé, il se retire du festival en 1987, mais continue à œuvrer pour la diffusion du patrimoine immatériel de la Bretagne. Après sa mort, ses amis ont publié les recherches qu'il avait faites sur le musicien breton de Quimperlé, Matilin an Dall (Mathurin l'aveugle).
En 1989, il reçoit, à Nantes, le collier de l'Hermine, une distinction attribuée et remise par l'Institut culturel de Bretagne et qui honore sa riche carrière au service de la culture bretonne.

## Œuvres
Bernard de Parades a écrit de nombreux articles sur l'histoire de la Bretagne et de ses traditions populaires dans Breiz, la revue de la confédération d'associations culturelles, Kendalc'h et aussi des chroniques hebdomadaires dans le Télégramme de Brest sur tous les sujets culturels concernant la Bretagne en y faisant percevoir une érudition vivante et teintée d'humour.
L'association "Les Amis de Bernard de Parades" en a publié un florilège en 2007.
- Bernard de Parades, "L'Hermine bariolée : Quimper et le pays Glazig", Amis de Bernard de Parades, 2007. Concerne la totalité de la Cornouaille, ainsi que des événements en Côtes d'Armor et en Morbihan. Recueil d'articles écrits dans les années 1960.
- Bernard de Parades, Christian Morvan, Fañch Postic et Patrick Malrieu, Matilin an Dall, naissance d'un mythe, Éditions Les Amis de Bernard de Parades, 2003. 252 p.
- Carnaval de vie et de mort. In : Mémoire de la Ville de Douarnenez, no 27

## Fonds et archives
- En 2009, un fonds d'archives de Bernard de Parades a été déposé à la Bibliothèque Yves-Le Gallo[2] du Centre de recherche bretonne et celtique (CRBC) de l'Université de Bretagne occidentale. Il concerne principalement les traditions populaires.